# Kékfejű kántokmadár
A kékfejű kántokmadár (Chlorophonia musica) a madarak osztályának verébalakúak (Passeriformes) rendjébe és a pintyfélék (Fringillidae) családjába tartozó faj.

## Rendszerezése
A fajt Johann Friedrich Gmelin német természettudós írta le 1789-ben, a Pipra nembe Pipra musica néven. Egyes szervezetek az Euphonia nembe sorolják Euphonia musica néven.

## Előfordulása
Hispaniola szigetén, a Dominikai Köztársaság és Haiti területén honos. Természetes élőhelyei a szubtrópusi vagy trópusi síkvidéki esőerdők, száraz erdő és cserjések, valamint ültetvények. Állandó, nem vonuló faj. Egyes források szerint a Kis-Antillák és Puerto Rico szigetin is él.

## Megjelenése
Testhossza 10 centiméter.

## Természetvédelmi helyzete
Az elterjedési területe nagyon nagy, egyedszáma pedig stabil. A Természetvédelmi Világszövetség Vörös listáján nem fenyegetett fajként szerepel.